# Kościół św. Trójcy w Nowym Korczynie

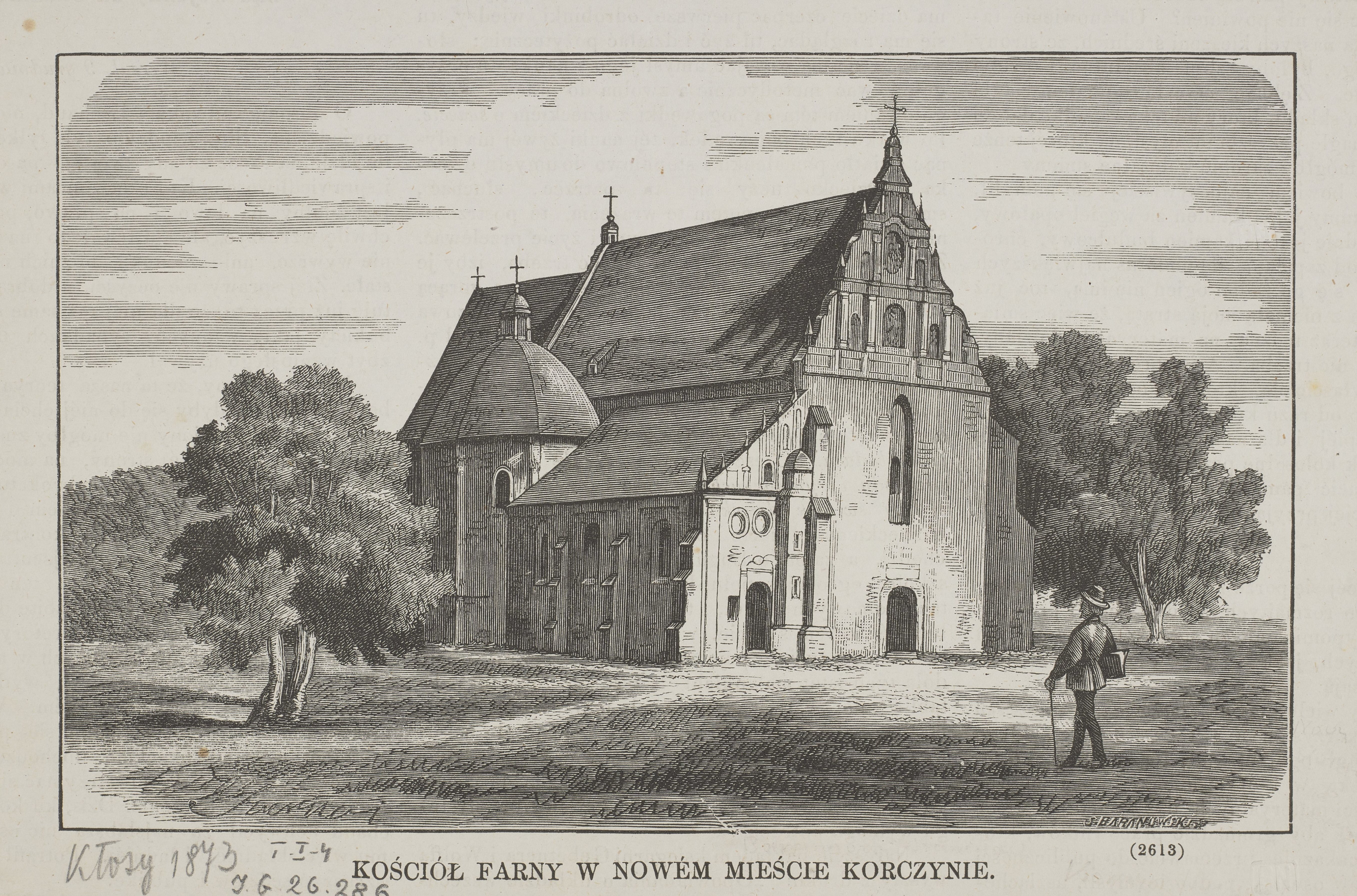
Kościół na grafice z 1873

Kościół św. Trójcy w Nowym Korczynie – gotycko-renesansowy kościół parafialny pw. św. Trójcy, znajdujący się w Nowym Korczynie w województwie świętokrzyskim. Został wzniesiony w XVI w., a przebudowany w 1608.
Jest to budowla jednonawowa. Na piętrze zakrystii dobudowanej do prezbiterium od strony północnej mieścił się kiedyś skarbiec. Do prezbiterium na zewnątrz kościoła przylegają dwa arkadowe ogrójce. We wschodnim znajduje się barokowa rzeźba Chrystusa. Kaplice boczne wzniesione w XVII wieku, przykryte są kopułami zwieńczonymi latarnią. Na fasadzie zachodniej świątyni, wybudowanej w 1630 w stylu manierystycznym, znajdują się rzeźby Matki Boskiej z Dzieciątkiem, św. Elżbiety, św. Mikołaja oraz św. Wawrzyńca, a także płaskorzeźby z herbami Nowego Korczyna, Krakowa, herbem Korab i Syrokomla.
Do wnętrza świątyni prowadzi manierystyczny portal z 1634. Sklepienia nawy i prezbiterium ozdobione są dekoracją stiukową. Barokowy ołtarz główny pochodzi z 1692. W kaplicy św. Jana Kantego zachowane są fragmenty późnogotyckiego tryptyku przedstawiającego Opłakiwanie Chrystusa. Świątynia posiada wyposażenie barokowe.
Przed kościołem od strony Rynku znajduje się neogotycka dzwonnica z 1889.
Kościół wraz z dzwonnicą oraz dawnym przykościelnym cmentarzem tworzą zespół wpisany do rejestru zabytków nieruchomych (nr rej.: A.48/1-3 z 4.12.1956, z 19.02.1966 i z 18.09.2013).

Kościół św. Trójcy
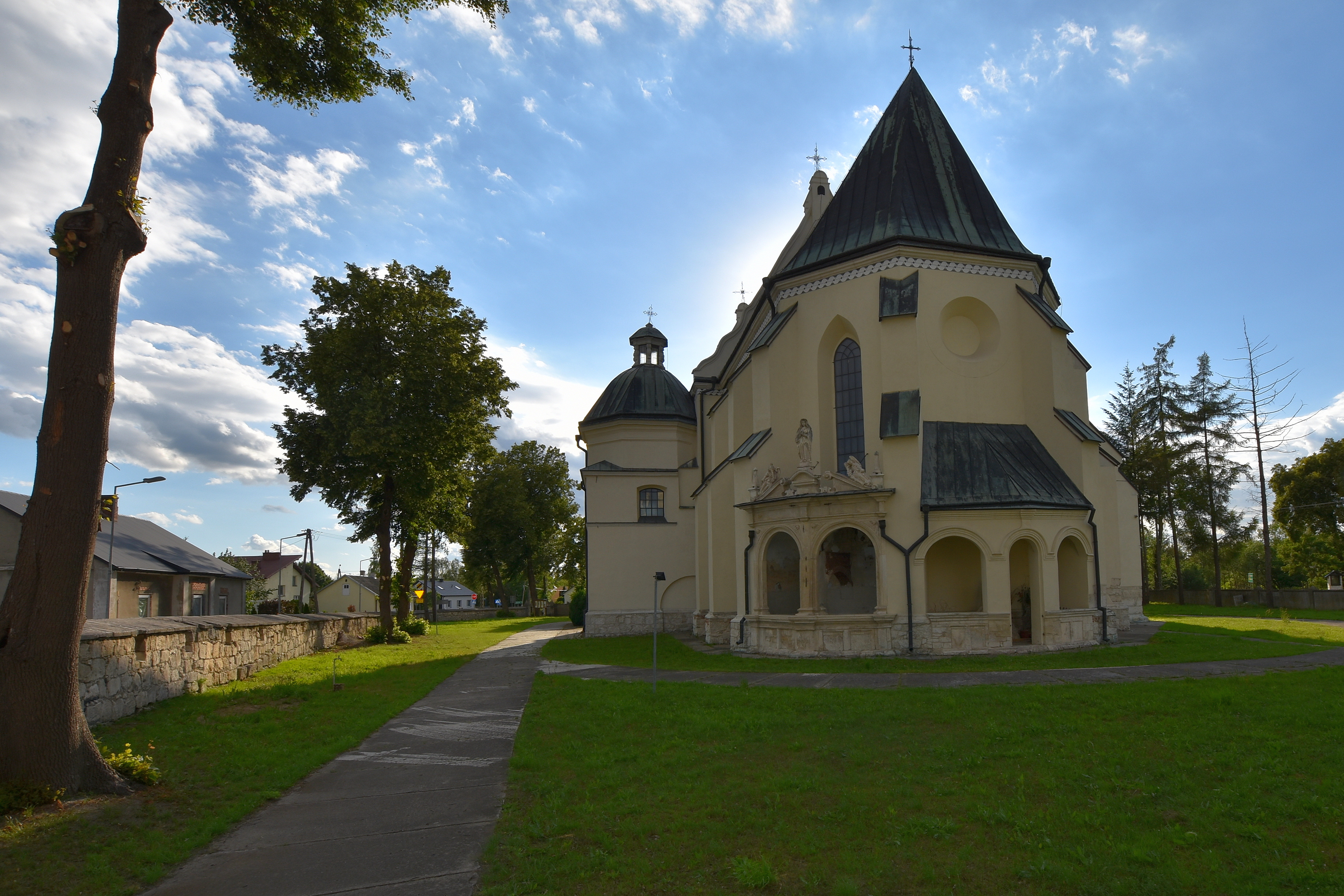
Widok od prezbiterium
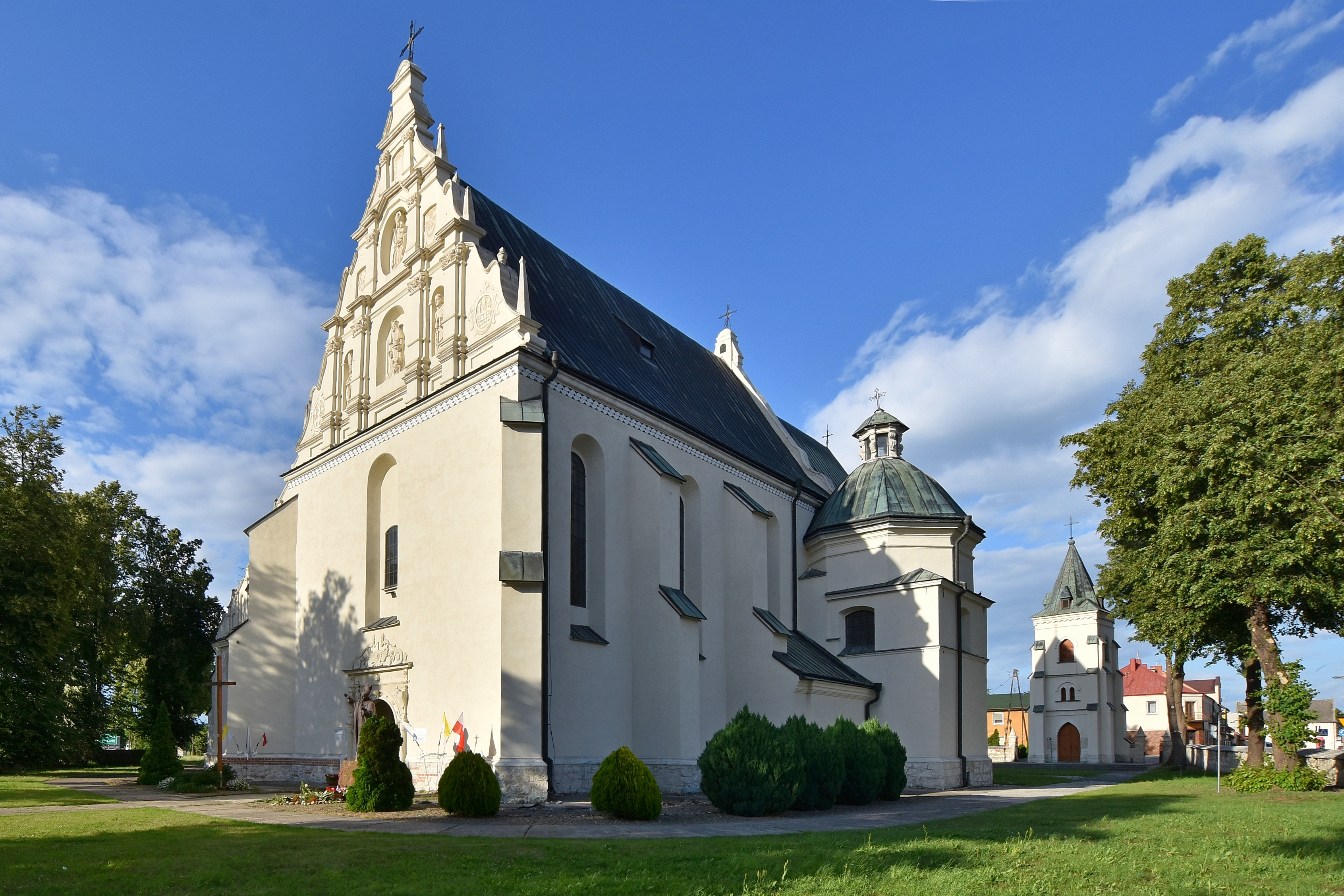
Elewacja frontowa
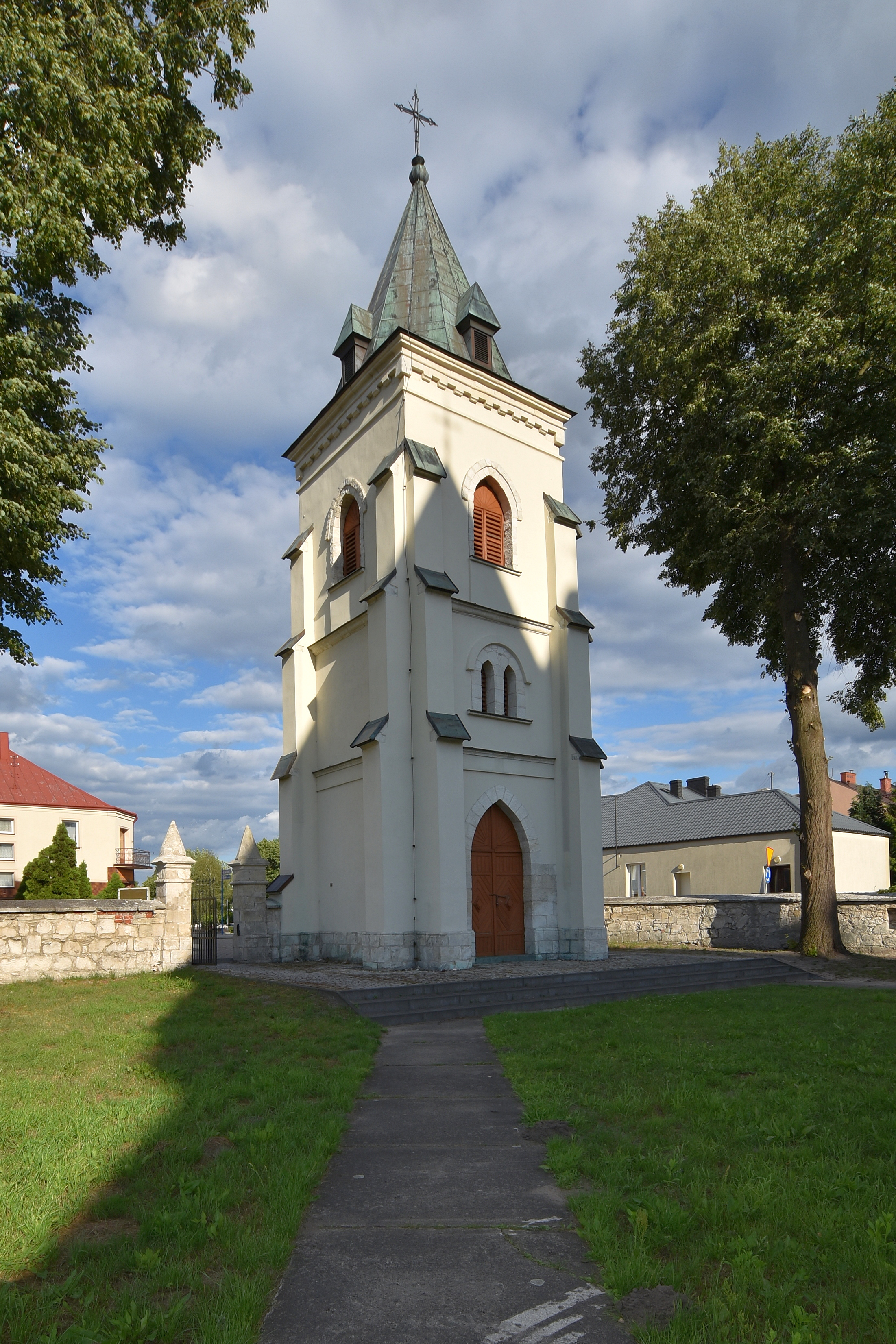
Dzwonnica
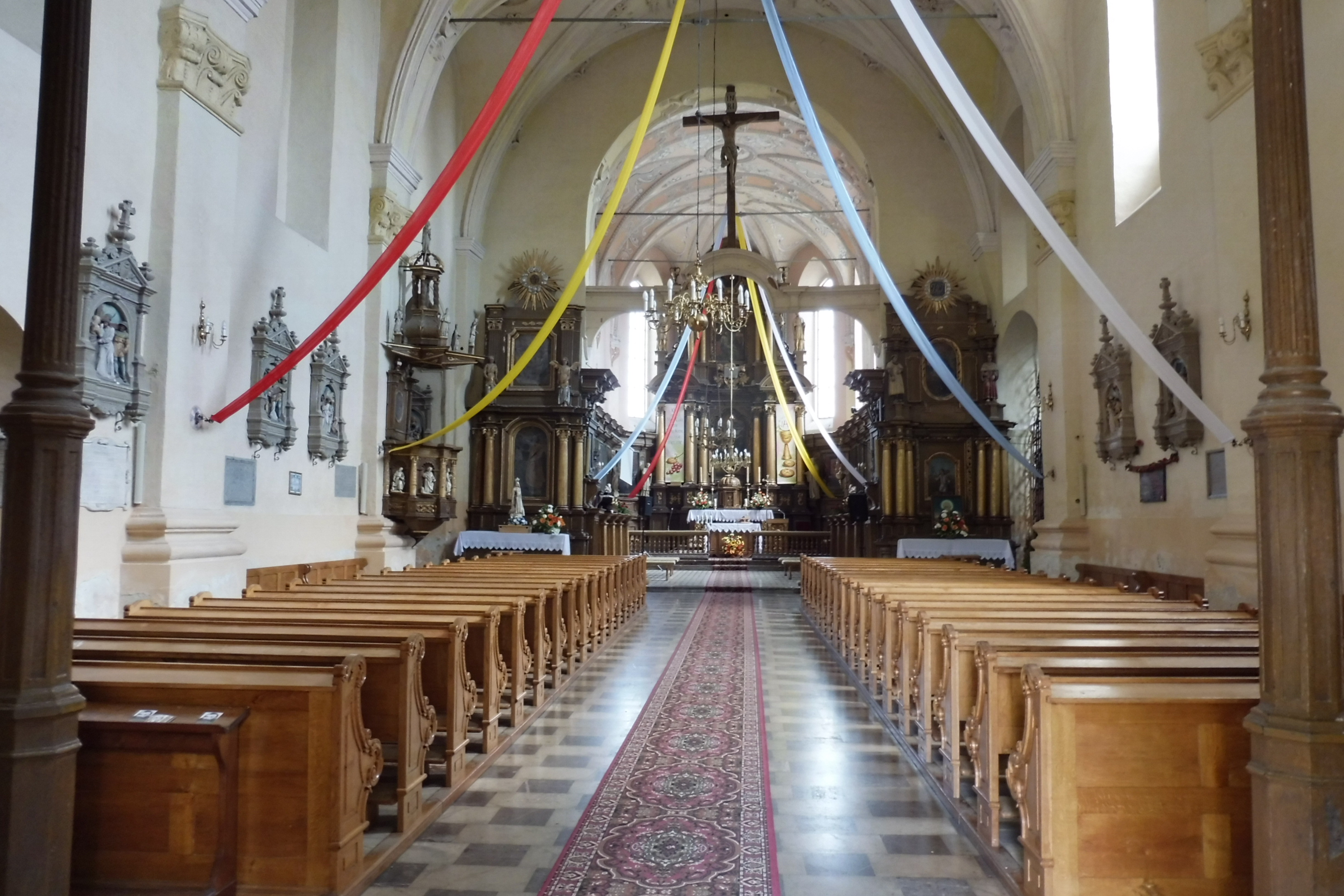
Wnętrze